# 張超南
張超南（1876年—1955年），原名海楼，字蟹廬，福建永定县人，清末民初官员，灯谜界知名人士。

## 生平
张超南是政治人物張日焜之子。9岁时，经其父的幕僚指引，参加了县试、府试、院试，中秀才。后来，他随父亲迁居湖南辰州。1891年，他17岁时参加了光绪辛卯科乡试，中举人。1892年，他到北京参加会试，中贡士，又经刘可毅试中二甲进士；同年五月，著交吏部掣签分发各省，以知县即用。此后，他历任湖南新宁县、湘潭县、善化县、衡山县等县知县。不久，他升任大理院推事，特用四川道加布政使衔。
中华民国成立后，他历任湖南省省长、肃政厅肃政史、平政院评事、大总统府顾问、参议院议员等职。
退休后，他住在北京，和弟弟张起南发起组织灯谜社。晚年，他随儿子住在上海，挂名《永定县志》总纂，1942年他在上海为《永定县志》撰写了总序言。
1955年，張超南逝世。